# Ізмаїл Базилевський
Ізмаїл Миколайович Базилевський (нар. 7 липня 1881 — †  17 листопада 1941) — священик, священномученик. 

## Життєпис
Народився у сім’ї паламаря Миколи Базилевського. 
У родині було семеро дітей: Ізмаїл, Павло (служив дияконом, помер у 1919), Григорій (1885—1937, служив священиком, розстріляний), Микола, Любов, Марія та Ольга. 
Ізмаїл закінчив Воронезьку духовну семінарію приблизно у 1901. 
1901 – 1909 служив вчителем сільської школи. Протягом деякого часу працював управителем у поміщика Рєзнікова. Священний сан ієрея прийняв у 1915. 
Служив: у селі Отскочне (Липецкая обл., Добринський район 1915—1923. І у селі Скорнякове (тепер Тамбовська область). 
1923—1930. У 1930 церква була зачинено, після чого Ізмаїл оселився у Воронежі, на вул. Первомайська, буд. 10, кв. 6. 
Починаючи з 1930 працював у бухгалтерії на заводі СКГ. 
З 1936 – працював на різних роботах — муляром, пічником. Останнє місце роботи, перед тим, як арештували, — бухгалтер-калькулятор контори Коопстройлес Облспоживсоюзу. 
Дружина отця Ізмаїла — Анна. Діти — син Олександр (1907 р.н.) і донька Олександра (1910 р.н.).
Ізмаїл Базилевський арештований у Воронежі 5 серпня 1940.
17 вересня 1940 Судова Колегія карних справ Воронезького облсуду, розглянула на закритому засіданні у звинуваченні Базилевського Ізмаїла Миколайовича, звинуваченого у злочині, передбаченому ст. 58-10 ч. 1 УК РСФСР.
Звинувачення при засудженні — «антисемітизм, вороже налаштований до радянської влади, серед свого оточення розповсюджував контрреволюційну агітацію».
Стаття звинувачення 58-10 ч.1 УК РСФСР. [Архівовано 24 березня 2019 у Wayback Machine.]
«ВИРОК: Базилевського І.М. Базилевского покарати — позбавлення волі із відбуванням у ВТТ терміном на 10 років і 5 наступних ураження громадянських прав». 
Вирок був підтверджений Верховним судом РСФСР 7 жовтня 1940 р. І.М. Базилевський винуватим себе категорично на визнав. 
У березні 1941 священик Ізмаїл Базилевський був етапований до Карлаг [Архівовано 25 вересня 2019 у Wayback Machine.].
Удруге арештований у Карлазі 31 серпня 1941 за звинуваченням у «систематично у червні-липні 1941 серед в’язнів висловлював контреволюційні думки брехливого характеру, схвалював капіталістичний устрій» Підсудний Базилевський провину не визнав. 
5 листопада 1941 священик Ізмаїл Базилевський подав до Верховного суду Каз.ССР Касаційну скаргу, у якій говорив, що «… мені ніколи на спадало на думку проводити агітацію, ніколи я не був налаштований проти радянської влади. Свідчення свідка з/к Захарова, що я ніби говорив, що у нашій країні немає порядку, але я цього не говорив, а говорив, що більшість робочих недобросовісно ставляться до доручених справ, псують і крадуть матеріали і що це відображається на виробництві. Вищу адміністрацію у цьому я ані скільки не звинувачував, а лише висловив побажання, щоб змінити це ненормальне явище. Свідчення свідка з/к Барбінова про те, що я ніби говорив, що армія німецька озброєна не гірше нашої, я категорично заперечую, тому як завжди говорив, що Гітлер пішов шляхом Наполеона, що на нього очікує такий же кінець. Ці мої слова він викрутив, хоча за своєю освітою він має туманне уявлення про війну 1812 року. Із свідком Барбіновим у мене були зіткнення на ґрунті його недобросовісного ставлення до дорученої йому справи, де він продав 105 мішків [нерозбірливо] засуджував його за це і сказав, що комусь доведеться відповідати і страждати за ці мішки. [Але він на] мою заувагу лише розсміявся і зовсім [нерозбірливо] не розкаявся. … Прошу Верховний Суд взяти до уваги мою скаргу і призначити перегляд справи, тому, що винним себе не вважаю. На радянській роботі я за 10 років ніколи не мав доган, найчеснішим і добросовісним чином ставився до дорученої мені роботи, тому дуже прошу схвалити моє прохання. 
5. ХІ. 41 г. Базилевський».
«Постійна сесія Карагандинського Облсуду при Карлазі НКВД, у закритому судовому засіданні с. Долинка 4 листопада 1941, розглянувши справу у звинуваченні Базилевського І.М. Приговорила: БАЗИЛЕВСЬКОГО І. Н. за ст. 58-10 ч. 2 УК РСФСР визнати винним і признать виновным и піддати вищій мірі покарання — розстрілу».
Після цього закритого судового засідання священик Базилевський І.М., не погодившись із вироком, подав касаційну скаргу до Верховного суду Казахської ССР, у якій прохав переглянути справу, але скарга не вплинула на вирок. 
17 листопада 1941 – розстріляний. Місце поховання невідоме. 
Ізмаїл Базилевський реабілітований 19.05.1998. 
20 серпня 2000 – Архірейським Собором Російської православної церкви Ізмаїл Базилевський (Карагандинський) канонізований як священномученик. 

## Пам’ять
Дата пам’яті за старим стилем 4 листопада, за новим – 17 листопада. Пояснення дати пам’яті – мученицька смерть 1941. 